# محطة بيليبينو للطاقة النووية

محطة بيليبينو للطاقة النووية (بالإنجليزي: Bilibino Nuclear Power Plant) محطة لإنتاج الطاقة النووية تقع في بيليبينو- روسيا تعد أصغر محطة نووية العالم ، تضم أربعة مفاعلات نووية من نوع EGP-6